# Nowy Borek (województwo podlaskie)
Nowy Borek – wieś w Polsce położona w województwie podlaskim, w powiecie zambrowskim, w gminie Zambrów.
W latach 1975–1998 miejscowość położona była w województwie łomżyńskim.
W miejscowości znajduje się kościół filialny pod wezwaniem NMP Matki Kościoła, murowany, zbudowany w latach 1983–1990. W strukturze kościoła rzymskokatolickiego należy do metropolii białostockiej, diecezji łomżyńskiej, dekanatu Czyżew, parafii Wniebowzięcia NMP w Andrzejewie.
Wierni kościoła rzymskokatolickiego należą do parafii Wniebowzięcia Najświętszej Maryi Panny w Andrzejewie.